# Acokanthera
Acokanthera G.Don, 1837 è un genere di piante arbustive della famiglia Apocynaceae, diffuso in Africa.

## Descrizione
Sono piante sempreverdi con foglie scure. Ogni parte della pianta produce una linfa bianca lattiginosa, estremamente tossica. I fiori, molto profumati, crescono a grappoli nelle ascelle delle foglie superiori, ed hanno una corolla tubulare la quale si allarga in cinque lobi. Il frutto è una drupa scura con uno o due semi.

## Distribuzione e habitat
Queste piante si distribuiscono principalmente nell'Africa tropicale e nella penisola arabica. Una specie (A. oppositifolia) è stata introdotta e si è naturalizzata in Cina.

## Tassonomia
Comprende le seguenti specie:
- Acokanthera laevigata Kupicha
- Acokanthera oblongifolia (Hochst.) Benth. & Hook.f. ex B.D.Jacks.
- Acokanthera oppositifolia (Lam.) Codd
- Acokanthera rotundata (Codd) Kupicha
- Acokanthera schimperi (A.DC.) Schweinf.

## Proprietà
Queste piante contengono un potente principio attivo, la ouabaina, nota anche come strofantina G. Isolato per la prima volta in Acokanthera ouabaio (= Acokanthera schimperi), da cui il nome, è un glicoside cardioattivo , con azioni farmacologiche analoghe a quelle della digossina ma più rapide e di minore durata. Un tempo usata nel trattamento dello scompenso cardiaco congestizio, viene attualmente impiegata solo per scopi sperimentali.

## Usi
Alcune specie vengono usate come arbusti ornamentali, mentre le popolazioni indigene intingono le loro lance e le loro frecce nel veleno di queste piante.